# 仙台市立五城中学校
仙台市立五城中学校（せんだいしりつ ごじょうちゅうがっこう）は、宮城県仙台市青葉区東照宮一丁目にある公立中学校。同校が位置する地名にもなっている仙台東照宮を始め、市街地ではあるが緑が多く残された地域に本校は所在する。通称は「五城」（ごじょう）。

## 沿革
- 1947年4月1日 - 学制改革によって、仙台市立第五中学校創立
- 1947年4月17日 - 仙台市立第五中学校として開校
- 1952年4月18日 - 仙台市立五城中学校と改称
- 1985年4月1日 - 仙台市立幸町中学校が分離開校

## 学区
- 仙台市立小松島小学校・仙台市立北六番丁小学校・仙台市立東六番丁小学校の学区

## 出身著名人
- 神永昭夫
- 武藤真一
- 中川晃教
- 斎藤ゆきえ